# Douglas City
Douglas City – jednostka osadnicza w Stanach Zjednoczonych, w stanie Kalifornia, w hrabstwie Trinity.